# Дроздово (Осташковский район)
Дроздово — деревня в Осташковском городском округе Тверской области.

## География
Находится в западной части Тверской области на расстоянии приблизительно 12 км на запад по прямой от города Осташков недалеко от северного берега озера Сабро.

## История
Деревня была показана ещё на карте Менде (состояние местности на 1848 год). В 1859 году здесь (деревня Осташковского уезда) был учтен 21 двор, в 1939 — 52. До 2017 года входила в Ботовское сельское поселение Осташковского района до их упразднения.

## Население
Численность населения: 148 человек (1859 год), 30 (русские 80 %) в 2002 году, 16 в 2010.